# Danh sách chi của Noctuidae:B
Noctuidae là một họ bướm đêm lớn gồm rất nhiều chi:
A B C D E F G H I J K L M N O P Q R S T U V W X Y Z
| - Badausa - Badiza - Baecula - Bagada - Bagisara - Ballonicha - Balsa - Bambusiphila - Bamra - Banassa - Bandelia - Baniana - Baniopis - Baorisa - Baptarma - Baputa - Barastrotia - Baratha - Barbesola - Barcita - Bareia - Bariana - Barrovia - Barybela - Basilica - Basilodes - Bastilla - Bathystolma - Bathytricha - Batina - Batracharta - Batuana - Batyma - Bavilia - Baxagha - Beckeugenia - Behounekia - Behrensia - Beihania - Belciades - Belciana - Bellura - Belosticta | - Bematha - Bendis - Bendisodes - Bendisopis - Benjaminiola - Beregra - Berioana - Beriohansa - Beriotisia - Berocynta - Berresa - Berrhaea - Bertula - Bertulania - Bessacta - Bessula - Betusa - Biagicola - Biangulypena - Biareolifera - Bibacta - Bicondica - Bifrontipta - Bihymena - Biregula - Birtha - Bischoffia - Bistica - Bithiasa - Bithiga - Bityla - Blancharditia - Blanona - Blasticorhinus - Blemmatia - Blepharamia - Blepharita - Blepharoa - Blepharomima - Blepharonia - Blepharosis - Bleptina | - Bleptinodes - Bleptiphora - Blosyris - Boalda - Bocana - Bocula - Boethanthia - Bolica - Bombotelia - Bombiciella - Bomolocha - Bompolia - Bonaberiana - Bononia - Borbotana - Bornolis - Borolia - Borsania - Borsippa - Boryza - Boryzola - Boryzops - Bostrodes - Bostrycharia - Bouda - Boursinania - Boursinia - Boursinidia - Bousinixis - Bracharthron - Brachionycha - Brachycosmia - Brachycyttara - Brachygalea - Brachyherca - Brachylomia - Brachyona - Brachypteragrotis - Brachytegma - Brachyxanthia - Bradunia - Brana | - Brandtaxia - Brandticola - Brephos - Brevipecten - Briarda - Britha - Brithodes - Brithys - Brithysana - Brontypena - Brotis - Brunnarsia - Bryocodia - Bryogramma - Bryograpta - Bryoleuca - Bryolymnia - Bryomima - Bryomixis - Bryomoia - Bryonola - Bryonycta - Bryophila - Bryophilina - Bryopolia - Bryopsis - Bryotype - Bryotypella - Bryoxena - Buciara - Bucinna - Bulia - Bulna - Buphana - Burdettia - Burdria - Burgena - Busmadis - Busseola - Butleronea - Buzara - Byturna |